# Nervová soustava

Diagram nervové soustavy člověka

Nervová soustava (latinsky: Systema nervosum) slouží k zachycení a zpracování podnětů působících na organismus a zajištění odpovídající reakce na ně. Zajišťuje nervové řízení, které je rychlejší než hormonální, a tak je vhodnější k přenosu informací, které vyžadují rychlou koordinovanou reakci.

## Nižší živočichové
Nervová soustava v pravém slova smyslu je vyvinuta pouze u mnohobuněčných živočichů. Jednobuněčné organismy nemají nervovou soustavu, přestože některé z nich jsou schopny do určité míry reagovat na vnější podněty. Pouze u prvoků se vyskytují tzv. neurofibrila pro pohyb brvami a formování tvaru buňky.
U hub (Porifera) se nachází nervová soustava v podobě myoepithelialní sítě, která přenáší vzruch z buňky na buňku. Tato síť je podle novodobého výzkumu značně podobná kondukující síti Žahavců (Cnidaria). V obou případech se jedná o difůzní systém.

## Pravá nervová soustava
Pravá nervová soustava, přítomna v určité formě u všech ostatních kmenů živočichů, je tvořena sítí specializovaných nervových buněk – neuronů. Podněty jsou přijímány receptory ve smyslových orgánech (exteroreceptory) nebo ve vnitřních orgánech a tkáních (proprioreceptory). Neurony pak zajišťují přenos vzruchu do efektoru - výkonného orgánu, kterým je buď sval nebo žláza.
Průběh vzruchu Receptor ⇒ Neuron ⇒ Efektor se nazývá reflex a je základem všech nervových činností.
V nejjednodušším případě přenosu vzruchu stačí jen jediný neuron. Jeho výběžky přijímají podněty z receptoru a zároveň se jeho jiné výběžky dotýkají efektoru.

## Druhy nervových soustav

### Rozptýlená nervová soustava
Rozptýlená (difúzní) nervová soustava je nejprimitivnější typ nervové soustavy. Typická je např. pro kmen žahavců. Neurony jsou zde víceméně rozptýleny, netvoří shluky a jsou spojeny nepolarizovanými synapsemi, takže vzruchy mohou procházet oběma směry. U žahavců jsou neurony blíže gastrule. Do značné míry je nervová soustava žahavců autonomní: oddělená část těla si zachovává schopnost přijímat podněty a reagovat na ně.
Rychlost šíření vzruchu difúzní soustavou je poměrně malá, 4–15 cm za sekundu.

### Žebřičkovitá nervová soustava
U bilaterálně souměrných živočichů začíná docházet k centralizaci nervové soustavy: mezi receptor a efektor se vkládají další neurony, které se shlukují a tvoří zauzliny - ganglia. Ganglion umístěný v přední části těla se nazývá mozkový ganglion, z něj vystupují nervové pruhy probíhající podélně tělem. Může také dojít k vytvoření dalších ganglií (nadjícnové, podjícnové). Nervové pruhy jsou propojeny spojkami (komisurami), takže celá soustava skutečně připomíná žebřík. Dochází také k oddělení dostředivých senzorických drah, které přivádějí informace z receptorů, a odstředivých motorických drah, které přivádějí podněty k efektoru.
Je typická pro kroužkovce a členovce.

### Gangliová nervová soustava
Je dalším typem nervové soustavy. Vznikla z žebříčkové soustavy postupnou redukcí nervových pruhů a rozvojem ganglií. Nejdokonalejším typem je gangliová nervová soustava hlavonožců, u kterých by se mozkové ganglion dalo označit za mozek.
Gangliová nervová soustava je vlastní živočichům řazeným do kmenů ploštěnci a měkkýši – viz nervová soustava měkkýšů

## Nervová soustava obratlovců
U obratlovců je nervová soustava tvořena neurální trubicí vzniklou z neuroektodermu, která tvoří Centrální nervovou soustavu, a periferní nervstvo, sensitivními, sensorickými a motorickými nervy. Zvláštní kapitolu tvoří vegetativní nervstvo, které je nezávislé na vůli jedince a kontroluje činnost vnitřních orgánů (sympatikus, parasympatikus)

### Centrální nervová soustava
Centrální nervová soustava (CNS) zahrnuje mozek a míchu. Neurální trubice je na hlavovém konci rozšířena v mozek, jeho rozvoj závisí na stupni vývoje daného obratlovce. U savců a ptáků je nejdokonalejší. Mozek je uložen v neurokraniu a chrání jej kosti lebky. Zbylá část trubice tvoří míchu uloženou v páteřním kanálu. Přestože mícha slouží jako hlavní vedení motorických a sensitivních drah, některé reflexní oblouky probíhají v ní samotné. Mozek se skládá ze dvou polokoulí (hemisfér).

### Periferní nervová soustava
Periferní nervová soustava (PNS) zahrnuje všechny ostatní části nervového systému, které neleží v CNS. Proto se sem řadí velká většina nervů, tedy axonů (výběžků) nervových buněk.

## Mobilizace nervových plexů
Jak ukázali Butler a Jones a v českém prostředí zejména Pražská myoskeletální škola (K.Lewit), hladký průběh nervů svými drahami těla je předpokladem dobré inervace. Nervy však mohou být na své dráze utištěny např. vyhřezlou plotýnkou, kostěnými strukturami či svalovými spazmy. Diferenciální diagnostiku nabízí kineziologický rozbor. Obvykle bývá vertebrogenní (páteřní) příčina nadhodnocována, v praxi bývá častou příčinou útisku pouhá tuhost svalů. Např. nervus ischiadicus bývá utištěn pelvitrochanterickými svaly v pánvi, čímž působí dráždění do dolní končetiny. Podobně nemusí mít např. dráždění nervů paže a ruky původ v dráždění krčními obratli C5 - C7, nýbrž jen v útisku podlopatkového nervového plexu. Řešení skýtá myoskeletální terapie.

## Choroby nervové soustavy
Mezi choroby nervové soustavy patří:
- poranění míchy – zahrnuje různé typy plegií a paréz.
- Hemiplegie – obrna na jedné straně těla, způsobená poškozením motorické oblasti v druhostranné polokouli mozku.
- Migréna – krutá bolest hlavy spojená s nevolností, zvracením a přecitlivělostí na světlo.
- Mozková mrtvice – poškození mozku, když se přeruší zásobení krví. Projeví se poškozením tělesných funkcí řízených z postižené oblasti. (Není chorobou nervové soustavy v pravém slova smyslu, protože se jedná o poškození mozku následkem choroby soustavy oběhové.)
- Neuralgie – bolest způsobená zánětem nebo drážděním nervu.
- Neuromuskulární dystrofie – degenerace nervů v centrálním nervovém systému které vede k ubývání svalů a končí obvykle smrtí.
- Paraplegie – ochrnutí nebo ochablost obou dolních končetin a dolní části trupu, způsobené poškozením míchy mezi horní a dolní intumescencí.
- Kvadruplegie – ochrnutí končetin a trupu, způsobené poškozením míchy v dolní krční oblasti.
- Roztroušená skleróza – postupně se zhoršující onemocnění centrálního nervového systému, které ničí ochranné obaly nervových vláken, a způsobuje tak poruchy citlivosti, brnění a svalovou slabost.
- Spina bifida – vrozená vývojová vada, při níž je část míchy novorozence obnažena, neboť se správně nevyvinuly obratle.